# 하성 나들목
하성 나들목(Haseong IC)은 경기도 김포시 하성면 마곡리에 설치될 예정인 수도권제2순환고속도로의 교차로이다. 2027년 12월에 개통될 예정이다.

## 연혁
- 2019년 5월 20일 : 나들목 신설을 위해 김포시 도시계획시설 교통광장에 하성면 마곡리 일원을 하성 나들목으로 고시[1]

## 구조물 정보
전형적인 트럼펫 형태의 입체 교차로이다. 고속도로 본선과 연결된 진출입로는 월하로에서 평면 교차한다.
- 위치 : 경기도 김포시 하성면 마곡리

## 접속하는 도로
- 국가지원지방도 제78호선 (월하로)